# 第57屆金馬獎
第57屆金馬獎，是2020年臺灣電影業界的年度盛事之一，表揚年度傑出華語電影作品與電影工作者。
虽然2019年冠狀病毒病对世界各地电影业产生影响，但本屆電影影展因臺灣及東亞地區疫情趨緩如期舉行。

## 播放平台
| 频道             | 所在地           | 播出日期       | 播出时间                                            | 备注     |
| ---------------- | ---------------- | -------------- | --------------------------------------------------- | -------- |
| 台视主频         | 中華民國         | 2020年11月21日 | 17:30 - 19:00（星光大道） 19:00 - 23:30（颁奖典礼） | 现场直播 |
| MyVideo          | 中華民國         | 2020年11月21日 | 17:30 - 19:00（星光大道） 19:00 - 23:30（颁奖典礼） | 现场直播 |
| HUB都会台        | 新加坡           | 2020年11月21日 | 17:30 - 19:00（星光大道） 19:00 - 23:30（颁奖典礼） | 现场直播 |
| 中天電視海外頻道 | 美国             | 2020年11月21日 | 17:30 - 19:00（星光大道） 19:00 - 23:30（颁奖典礼） | 现场直播 |
| KTSF             | 美国（舊金山）   | 2020年11月21日 | 17:30 - 19:00（星光大道） 19:00 - 23:30（颁奖典礼） | 现场直播 |
| Astro高清频道338 | 马来西亚 ·       | 2020年11月21日 | 17:30 - 19:00（星光大道） 19:00 - 23:30（颁奖典礼） | 现场直播 |
| 金马奖频道       | 其它地區網路直播 | 2020年11月21日 | 17:30 - 19:00（星光大道） 19:00 - 23:30（颁奖典礼） | 现场直播 |

## 疫情影響
由於2019年冠狀病毒病对世界各地电影业的影响，本屆電影影展增加了極大的變數。（至少2部華語電影取消上映，至少6部華語電影延期）
金馬獎規範之電影以是否能提供DCP為準，因此本屆金馬獎尚未允許未有DCP之串流媒體上映的電影報名參賽。

## 舉辦過程

### 日程
- 獎項報名日期：2020年6月1日至6月30日(短片類)、2020年7月1日至8月10日（劇情片、紀錄片及動畫長片類）[2]
- 公布入圍名單：2020年9月30日
- 金馬電影學院：2020年10月24日至11月21日
- 金馬國際影展：2020年11月6日至11月22日[3]
- 金馬創投會議：2020年11月17日至11月19日[4]
- 入圍酒會：2020年11月20日
- 頒獎典禮：2020年11月21日

### 人物（地點）

#### 主席與導師
- 金馬影展執委會主席：李安[5]
- 金馬獎評審團主席：李屏賓[6]
- 金馬電影學院導師：徐漢強[7]

#### 主持與旁白串場
- 入圍名單公布記者會主持人：楊千霈、林鶴軒
- 入圍名單公布記者會公布人：王淨、范少勳
- 入圍名單公布記者會「年度台灣傑出電影工作者」得主揭曉人：聞天祥
- 典禮節目總監：陳鎮川
- 星光大道主持人：楊千霈、林鶴軒
- 頒獎典禮主持人：無
- 頒獎典禮司儀：賈培德
- 頒獎典禮片頭旁白：雷光夏
- 頒獎典禮入圍影片旁白：陳竹昇
- 遞獎大使：徐謀俊、林輝瑝、范姜彥豐
- 頒獎地點：臺北市國立國父紀念館

#### 影像剪輯與編製
- 「金馬57」形象廣告導演：徐漢強
- 金馬獎頒獎典禮視覺統籌：羅申駿（JL Design）
- 「金馬57入圍榮耀」拍攝計畫：林炳存
- 頒獎典禮開場入圍影片集錦：林雍益

## 評選過程

### 初選過程
第57屆金馬獎21日陸續通知進入複選名單影片片訪，知名導演蔡明亮的新作《日子》確定入選，讓莫子儀奪下台北電影節影帝獎座的《親愛的房客》也在名單之列，近期已經上映的夯片《怪胎》、《逃出立法院》、《打噴嚏》等，也已經順利通過初選。
台片今年產量高，類型多元，通過第一階段的電影包括由導演鍾孟宏監製的兩部新片《同學麥娜絲》、《腿》，徐若瑄擔任監製及主演的《孤味》，另外還有《消失的情人節》、《刻在你心底的名字》、《女鬼橋》、《惡之畫》、《今宵多珍重》、《神獸》、《海霧》、《哈囉少女》、《馗降：粽邪2》、紀錄片《千年一問》，以及由姚經玉監製的兩部電影《揭，大歡喜》、《期末考》也已經收到進入複選通知。
今年將有機會角逐最佳男主角獎項的名單非常強大，有剛奪下台北電影節影帝獎座的莫子儀、林柏宏在《怪胎》詮釋患有強迫症的「柏青」，以及在6年以後終於能够以《打噴嚏》與觀眾見面的柯震東，以及2019年獲得金馬獎最佳男配角的劉冠廷，都極有希望可以搶下入圍名額。而女主角的部分也不遑多讓，陳淑芳、桂綸鎂、謝欣穎、李霈瑜等人都有可能搶下影后入場券。第57屆金馬獎正式入圍名單於9月30日公布，並在11月21日於頒獎典禮揭曉得獎名單。

### 入圍過程
金馬執委會執行長聞天祥表示，今年討論評審會議順利，在3點15分左右便會議結束，其中劇情長片討論最久，堪稱「死亡之組」。他透露，今年評審喜愛有點分散，也希望各式各樣的類型都能獲得鼓勵，「沒有一面倒的狀態出現，花最多時間討論的是在劇情長片。」全部討論時間大約七小時，劇情長片就佔一小時，因為劇情長片要把今年調性定清楚。在剧情长片的讨论过程中，包括《墮胎師》、《幻愛》、《無聲》、《腿》、《孤味》、《怪胎》、《南巫》，都有被提及。新導演遺珠是《腿》張耀升、《一時一時的》葉瑞良。
男主角遺珠包括《無聲》劉子銓、《刻在你心底的名字》曾敬驊、《日子》李康生、《腿》楊祐寧、《打噴嚏》柯震東。《刻在你心底的名字》中的曾敬驊原本是報名男配角獎項，但後來轉成報名男主角，聞天祥特別提到曾敬驊在《刻在你心底的名字》中展現出相較過往更成熟的演技，但由於男主角的競爭過於激烈，最後五位入圍者也是一致同意，因此最後成為了遺珠。聞天祥也特別強調評審給予柯震東很高的評價。他也提及入圍男主角、曾演出《小孩不笨》、《錢不夠用》的新加坡演員李國煌，這次在《男兒王》的角色失業又要扛著新家房貸，甚至扮裝皇后令人驚喜。
女主角陳淑芳提名女主角和女配角，也是這屆金馬獎演員提名名單中最資深，一個人就提名三項，連歌曲也有份。女主角遺珠包括《幻愛》蔡思、《一家之主》鮑起靜。而在女配角方面，《孤味》徐若瑄、《孤味》孫可芳、《孤味》子育、《幻愛》鮑起靜、《南巫》蔡寶珠、《刻在你心底的名字》和《同學麥娜絲》王彩樺都有被评审讨论。
男配角方面，遺珠包括《親愛的房客》白潤音、《同學麥娜絲》和《無聲》劉冠廷、《XXXXX》庹宗華、《XXXXX》大鹤，《消失的情人節》顧寶明虽未报名，但有評審主动提及。新演員遗珠有《無聲》范睿修。

### 決選過程
本屆評審團在頒獎當天下午2點就已順利討論出得獎名單，創下歷年來最快的紀錄。評審都覺得應利用剩下時間來檢視預投票與實際投票有落差的狀況。結果在最佳導演、最佳原創電影歌曲項目都出現翻盤的情況。
在最佳導演中，最後脫穎而出的是陳玉勳導演和蔡明亮導演。預投票的結果為陳玉勳勝出，正式投票則是蔡明亮。聞天祥表示，評審一方面認為蔡明亮在《日子》用簡單東西，表達出極端深刻的內容，是難得的功力。另外一方面陳玉勳《消失的情人節》回到早期創作的奇想功能，在邏輯上有飛躍式的進步，電影節奏也掌控得宜，精準的喜劇把控和調度讓整個電影「活」了起來，兩人都非常優秀。最後經過半小時的討論後為陳玉勳勝出。
最佳原創電影歌曲則是聚焦在〈孤味〉和〈刻在我心底的名字〉上。首輪投票勝出的是〈孤味〉， 後來評審提出翻案，表示應根據這2首歌對於推進劇情、表現角色性格、或者塑造情境上進行討論。在這個討論範疇裡，兩首歌曲都達到了相當高的濃度。一番討論後，由〈刻在我心底的名字〉獲勝，成功翻盤，關鍵在於除了歌曲成功達到電影整合的效果，也因為這首歌真的刻在了評審的心底，讓評審們都十分喜愛，甚至有的評審還唱了起來。
最佳男主角方面，所有入圍者都有得到票數，但莫子儀卻得到了更多評審的青睞。評審認為他每個表演的細節都近乎完美，包括煮年夜飯時嘴角的微笑帶出的矛盾的心理，甚至是很難演出的約砲場景，都處理得非常到位，引人入勝，在第一輪壓倒式勝出。在最佳男配角中戰到最後的包括有納豆、金玄彬和鄭人碩。評審認為納豆在詮釋角色從美好憧憬到夢想破滅的表演絲絲入扣，雖荒誕卻能演出同情的成分。
至於在最佳女主角和最佳女配角獎項中都獲勝的陳淑芳，聞天祥表示評審在討論時並沒有因為先得了一個獎、就不給另外一個。評審先討論女配角之後才討論女主角。在女配角的部分，最终评审都聚焦讨论在《逃出立法院》的高慧君、《馗降：粽邪2》的陈雪甄和《亲爱的房客》的陳淑芳，最終陳淑芳壓倒性獲勝。女主角方面纏到最後的是《消失的情人節》的李霈瑜、《墮胎師》的白靈以及《孤味》裡的陳淑芳。李霈瑜在電影裡有著精準的喜劇詮釋，而白靈則完全地相信並進入了角色當中，至於陳淑芳在廣度與深度都是最完美，她的演出水到渠成，包括在殯儀館外喊蔡小姐的瞬間，一點都不誇張，人生歷練跟表演技巧都融入、演技完美融合。
在最佳新導演中則是執導《南巫》的張吉安，和《怪胎》的廖明毅競爭到最後。評審盛讚《怪胎》打破固有框架，認為廖明毅未來前途不可限量。而張吉安則完美地融入了他從事多年的文化採集和在藝術上的想像力於《南巫》這部作品中，是不可多得的好作品。在最佳新演員部分，討論到最後的是《無聲》的陳姸霏和《幻愛》的劉俊謙。評審認為陳姸霏在沒有台詞的情況下，肢體的表演非常傑出，把觀眾帶入一個扭缺又不得不同情的世界，呈現複雜的受害者的形象。
聞天祥也特別提及到本屆評審對於《手捲煙》《狂舞派3》 這2部片的讚美，表示這兩部片子都在推動香港電影繼續往前邁進的路上，非常動人。評審們也非常喜歡今年入圍的劇情短片，每部片都有各自的支持者，一共討論了4輪，最終使用刪去法後聚焦于《手事業》和《夜更》，一番激战后才投出結果，也是唯一一個使用刪去法的項目。評審們都十分期待每位入圍最佳劇情短片的導演都能快點去拍電影長片。

## 入圍暨得獎名單
下列之標記為該獎項之得獎者。

## 提名及得獎

### 多項提名
下列18部影片獲得多項提名。
| 提名數量 | 電影名稱             | 提名獎項 |
| -------- | -------------------- | --- |
| 11       | 《消失的情人節》     | 最佳劇情長片、最佳導演、最佳男主角、最佳女主角、最佳原著劇本、最佳攝影、最佳視覺效果、最佳美術設計、最佳原創電影歌曲、最佳剪輯、最佳音效 |
| 9        | 《同學麥娜絲》       | 最佳劇情長片、最佳導演、最佳男配角、最佳男配角、最佳改編劇本、最佳攝影、最佳美術設計、最佳原創電影音樂、最佳剪輯                         |
| 8        | 《無聲》             | 最佳新導演、最佳男配角、最佳新演員、最佳原著劇本、最佳美術設計、最佳原創電影音樂、最佳剪輯、最佳音效                                     |
| 7        | 《》                 | 最佳劇情長片、最佳男主角、最佳新導演、最佳美術設計、最佳造型設計、最佳動作設計、最佳剪輯                                                 |
| 6        | 《怪胎》             | 最佳男主角、最佳女主角、最佳新導演、最佳攝影、最佳視覺效果、最佳美術設計                                                                 |
| 6        | 《親愛的房客》       | 最佳劇情長片、最佳導演、最佳男主角、最佳女配角、最佳原著劇本、最佳原創電影音樂                                                           |
| 6        | 《孤味》             | 最佳女主角、最佳新導演、最佳女配角、最佳改編劇本、最佳原創電影音樂、最佳原創電影歌曲                                                     |
| 6        | 《狂舞派3》          | 最佳新演員、最佳改編劇本、最佳動作設計、最佳原創電影歌曲、最佳剪輯、最佳音效                                                             |
| 5        | 《刻在你心底的名字》 | 最佳男配角、最佳新演員、最佳攝影、最佳原創電影音樂、最佳原創電影歌曲                                                                     |
| 4        | 《腿》               | 最佳女主角、最佳男配角、最佳原著劇本、最佳造型設計                                                                                       |
| 3        | 《日子》             | 最佳劇情長片、最佳導演、最佳音效 |
| 3        | 《幻愛》             | 最佳新演員、最佳改編劇本、最佳音效 |
| 3        | 《馗降：粽邪2》      | 最佳女配角、最佳視覺效果、最佳造型設計                                                                                                   |
| 2        | 《逃出立法院》       | 最佳女配角、最佳動作設計 |
| 2        | 《男兒王》           | 最佳男主角、最佳造型設計 |
| 2        | 《今宵多珍重》       | 最佳攝影、最佳造型設計 |
| 2        | 《南巫》             | 最佳新導演、最佳原著劇本 |
| 2        | 《墮胎師》           | 最佳導演、最佳女主角 |

### 單項提名
下列22部影片獲得單項提名。
| 提名數量 | 電影名稱              | 提名獎項         |
| -------- | --------------------- | ---------------- |
| 1        | 《爺爺和父親》        | 最佳紀錄片       |
| 1        | 《我的兒子是死刑犯》  | 最佳紀錄片       |
| 1        | 《千年一問》          | 最佳紀錄片       |
| 1        | 《迷航》              | 最佳紀錄片       |
| 1        | 《佔領立法會》        | 最佳紀錄片       |
| 1        | 《中山魂》            | 最佳動畫長片     |
| 1        | 《廢棄之城》          | 最佳動畫長片     |
| 1        | 《白露》              | 最佳動畫短片     |
| 1        | 《大冒險鐵路》        | 最佳動畫短片     |
| 1        | 《山川壯麗》          | 最佳動畫短片     |
| 1        | 《多雲時情》          | 最佳動畫短片     |
| 1        | 《夜車》              | 最佳動畫短片     |
| 1        | 《伏魔殿》            | 最佳劇情短片     |
| 1        | 《主管再見》          | 最佳劇情短片     |
| 1        | 《夜更》              | 最佳劇情短片     |
| 1        | 《幽魂之境》          | 最佳劇情短片     |
| 1        | 《手事業》            | 最佳劇情短片     |
| 1        | 《迷走廣州》          | 最佳女配角       |
| 1        | 《大桔大利 闔家平安》 | 最佳新演員       |
| 1        | 《你是豬》            | 最佳原創電影歌曲 |
| 1        | 《打噴嚏》            | 最佳動作設計     |
| 1        | 《嗨！神獸》          | 最佳視覺效果     |

### 得獎統計
本屆23個影片獎項及個人獎項當中，總計9部台灣電影獲得18座獎項，3部香港電影獲得3座獎項，1部新加坡電影獲得1座獎項，1部馬來西亞電影獲得1座獎項。
| 得獎數量 | 電影產地 | 電影名稱             | 得獎獎項                                                     |
| -------- | -------- | -------------------- | ------------------------------------------------------------ |
| 5        | 臺灣     | 《消失的情人節》     | 最佳劇情長片、最佳導演、最佳原著劇本、最佳視覺效果、最佳剪輯 |
| 3        | 臺灣     | 《親愛的房客》       | 最佳男主角、最佳女配角、最佳原創電影音樂                     |
| 2        | 臺灣     | 《同學麥娜絲》       | 最佳男配角、最佳美術設計                                     |
| 2        | 臺灣     | 《無聲》             | 最佳新演員 、最佳音效                                        |
| 2        | 臺灣     | 《刻在你心底的名字》 | 最佳攝影 、最佳原創電影歌曲                                  |
| 1        | 臺灣     | 《廢棄之城》         | 最佳動畫長片                                                 |
| 1        | 臺灣     | 《夜車》             | 最佳動畫短片                                                 |
| 1        | 臺灣     | 《孤味》             | 最佳女主角                                                   |
| 1        | 臺灣     | 《逃出立法院》       | 最佳動作設計                                                 |
| 1        | 香港     | 《迷航》             | 最佳紀錄片                                                   |
| 1        | 香港     | 《夜更》             | 最佳劇情短片                                                 |
| 1        | 香港     | 《幻愛》             | 最佳改編劇本                                                 |
| 1        | 新加坡   | 《男兒王》           | 最佳造型設計                                                 |
| 1        | 马来西亚 | 《南巫》             | 最佳新導演                                                   |

## 評審名單
金馬獎評審作業分為初選、複選、決選三階段進行

### 初選評審委員
| 評選類別   | 委員                 | 身分                                                                             |
| ---------- | -------------------- | -------------------------------------------------------------------------------- |
| 劇情長片類 | 王莉雯               | 編劇，第48屆金馬獎最佳原著劇本入圍                                               |
| 劇情長片類 | 李啟源               | 導演、編劇                                                                       |
| 劇情長片類 | 徐漢強               | 導演、編劇，第56屆金馬獎最佳新導演、最佳改編劇本得主                             |
| 劇情長片類 | 高炳權               | 導演、編劇，第55屆金鐘獎戲劇節目導演獎得主                                       |
| 劇情長片類 | 陳寶旭               | 監製、經紀人                                                                     |
| 劇情長片類 | 鄭至皓（筆名牛頭犬） | 影評人                                                                           |
| 劇情短片類 | 吳蕙君               | 電影行銷                                                                         |
| 劇情短片類 | 張悌                 | 製片                                                                             |
| 劇情短片類 | 連奕琦               | 導演、編劇、監製                                                                 |
| 劇情短片類 | 曾威量               | 導演                                                                             |
| 劇情短片類 | 黃晧傑               | 策展人、導演、製片                                                               |
| 劇情短片類 | 黃綺琳               | 導演、編劇、作詞人，第56屆金馬獎最佳新導演入圍、第39屆香港電影金像獎新晉導演得主 |
| 紀錄片類   | 吳凡                 | 策展人、製片                                                                     |
| 紀錄片類   | 李惠仁               | 紀錄片導演，台北電影獎百萬首獎得主                                               |
| 紀錄片類   | 卓翔                 | 紀錄片導演，第56屆金馬獎最佳紀錄片入圍                                           |
| 紀錄片類   | 林婉玉               | 紀錄片導演、剪輯，第53屆金馬獎最佳剪輯入圍                                       |
| 紀錄片類   | 柯金源               | 資深媒體人、環境田野紀錄工作者，國家文藝獎得主                                   |
| 動畫片類   | 石昌                 | 動畫導演、策展人                                                                 |
| 動畫片類   | 陳奕仁               | 導演，第56屆金馬獎最佳視覺效果入圍                                               |
| 動畫片類   | 謝珮雯               | 動畫導演                                                                         |

### 複選及決選評審委員
| 委員                    | 身分                                                                         | 複選委員 | 決選委員 |
| ----------------------- | ---------------------------------------------------------------------------- | -------- | -------- |
| 石昌                    | 動畫導演、策展人                                                             |          |          |
| 李耀華                  | 製片                                                                         |          |          |
| 沈可尚                  | 導演、前台北電影節總監，第36屆金馬獎最佳創作短片得主                         |          |          |
| 林正盛                  | 導演、編劇、作家，第51屆柏林影展最佳導演銀熊獎、第41屆金馬獎最佳改編劇本得主 |          |          |
| 張詩盈                  | 演員，第56屆金馬獎最佳女配角得主                                             |          |          |
| 張榮吉                  | 導演，第49屆金馬獎最佳新導演得主                                             |          |          |
| 郭志達                  | 美術指導，第56屆金馬獎最佳美術設計入圍                                       |          |          |
| 楊力州                  | 紀錄片導演                                                                   |          |          |
| 雷光夏                  | 音樂創作者，第47屆金馬獎、第56屆金馬獎最佳原創電影歌曲得主                   |          |          |
| 廖本榕                  | 攝影指導，第40屆金馬獎最佳攝影得主                                           |          |          |
| 蒲鋒                    | 影評人、香港影史研究者                                                       |          |          |
| 馬修（Matthieu Laclau） | 法國剪接師，第50屆金馬獎最佳剪輯得主                                         |          |          |
| 文念中                  | 美術指導、造型設計                                                           |          |          |
| 吳明益                  | 學者、作家，布克國際獎入圍                                                   |          |          |
| 李屏賓                  | 攝影指導，七次金馬獎最佳攝影得主、本屆金馬獎評審團主席                       |          |          |
| 侯季然                  | 導演、編劇，台北電影獎百萬首獎得主                                           |          |          |
| 徐譽庭                  | 導演、編劇，第55屆金馬獎最佳新導演、最佳原著劇本入圍                         |          |          |

## 追思逝世影人
以下是追思影人的名單(音樂：〈胭脂扣〉作曲：黎小田)：
- 吳朋奉——演員。
- 侯傑——演員。
- 陳星——演員。
- 黎小田——作曲、演員、導演。
- 渠愛倫——監製、製片。
- 梁堯松——演員、動作指導。
- 林鴻鐘——攝影。
- 景翔—— 影評人
- 張鐵樑—— 監製、學者、策展人
- 梁天—— 演員
- 黃仁—— 影評人、學者
- 羅文—— 導演、製片
- 李寶羅—— 監製、製片
- 羅霈穎—— 演員
- 譚炳文—— 演員、配音員、導演
- 羅強—— 動作指導、演員
- 鍾國艷—— 美術場景、道具工程
- 吳志青—— 場務
- 李百齡—— 導演、副導演
- 梁立人—— 編劇、監製
- 高以翔—— 演員
- 黃鴻升—— 演員
- 田宗玄—— 製片
- 鄧衍成—— 導演
- 鄧有立—— 動畫導演、出品人
- 朱日紅—— 副導演、場記、演員
- 謝揚嵩—— 錄音
- 江文雄—— 監製、出品人
- 錢國偉—— 導演
- @pple李豐博—— 導演
- 陳木勝—— 導演、監製
- 錢璐—— 演員
- 小戽斗—— 演員
- 張毅—— 導演、編劇
- 彭仁孟—— 電工
- 林乾峯—— 监制

## 典禮流程

### 頒獎嘉賓與獎項順序
| 頒獎人/引言人 | 頒發獎項/引言介紹電影         |
| --- | ----------------------------- |
| 謝盈萱、邱澤 | 最佳美術設計                  |
| 謝盈萱、邱澤 | 最佳造型設計                  |
| 林柏宏、郭書瑤 | 最佳視覺效果                  |
| 林柏宏、郭書瑤 | 最佳剪輯                      |
| 引言：施名帥 | 《同學麥娜絲》                |
| 林郁智、林暐恒 | 最佳劇情短片                  |
| 林郁智、林暐恒 | 最佳紀錄片                    |
| 引言：黑嘉嘉 | 《消失的情人節》              |
| 劉冠廷、林美秀 | 最佳動作設計                  |
| 劉冠廷、林美秀 | 最佳男配角                    |
| 湯湘竹 | 年度台灣傑出電影工作者-彭仁孟 |
| 引言：陳健朗 | 《手捲煙》                    |
| 蔡振南、徐若瑄 | 最佳女配角                    |
| 蔡振南、徐若瑄 | 最佳攝影                      |
| 引言：白潤音 | 《親愛的房客》                |
| 吳慷仁、陳竹昇 | 最佳原著劇本                  |
| 吳慷仁、陳竹昇 | 最佳改編劇本                  |
| 吳慷仁、陳竹昇 | 最佳音效                      |
| 范少勳、王淨 | 最佳新演員                    |
| 范少勳、王淨 | 最佳動畫短片                  |
| 陳柏霖、桂綸鎂 | 最佳新導演                    |
| 陳柏霖、桂綸鎂 | 最佳動畫長片                  |
| 引言：是枝裕和 獻獎： 李屏賓、廖慶松、杜篤之、黃文英、 林強、陳明章、陳懷恩、姚宏易、 蕭雅全、蔡振南、陳淑芳、楊麗音、 游安順、段鈞豪、謝欣穎、顏正國 | 終身成就獎                    |
| 引言：曾敬驊 | 《刻在你心底的名字》          |
| 伍佰 | 最佳原創電影歌曲              |
| 伍佰 | 最佳原創電影音樂              |
| 引言：張鍾元 | 《日子》                      |
| 陳以文 | 最佳導演                      |
| 楊雁雁 | 最佳女主角                    |
| 李心潔 | 最佳男主角                    |
| 李安 | 最佳劇情長片                  |

### 典禮表演節目
| 表演者(引言人)               | 表演(影片)名稱            | 表演(影片)內容 |
| ---------------------------- | ------------------------- | --- |
| 陳銳、TPSO台北愛樂交響樂團   | 永遠的新天堂樂園          | CINEMA PARADISE《新天堂樂園》配樂 |
| 影片                         | 第57屆金馬獎入圍影片集錦  | 第57屆金馬獎入圍影片 |
| 陳淑芳、                     | 最佳原創電影歌曲表演      | 陳淑芳、-孤味《孤味》 |
| 李霈瑜、So-So Heroes瘦瘦英雄 | 最佳原創電影歌曲表演      | 李霈瑜-Lost and Found《消失的情人節》 |
| 影片                         | 追憶永遠的電影人          | 逝世電影人表演電影集錦（配樂：梅艷芳《胭脂扣》） |
| 霍嘉豪、阿弗                 | 最佳原創電影歌曲表演      | 霍嘉豪+阿弗-歡迎嚟到呢座城市《狂舞派3》 |
| 艾怡良                       | 似曾相識Somewhere in Time | Aphrodite's Child〈Rain and Tears〉《最好的時光 》插曲 媽媽與爸爸合唱團〈California Dreamning〉《重慶森林》插曲 Frankie Avalon〈Why〉《牯嶺街少年殺人事件》插曲 |
| 黃明志                       | 電影歌曲表演              | 黃明志-小鮮肉變男子漢 |
| 影片                         | 終身成就獎                | 終身成就獎-侯孝賢 |
| 盧廣仲、陳昊森               | 最佳原創電影歌曲表演      | 盧廣仲+陳昊森-刻在我心底的名字《刻在你心底的名字》 |

## 收視率
- 頒獎典禮：典禮全體平均收視為3.97，有效平均收視為3.77，總收視人口3,078,000[15]。收視率最高點落在伍佰頒「最佳原創電影音樂獎」，瞬間衝上5.20；第二高為三金滿貫歌手盧廣仲獲「最佳原創電影歌曲獎」；第三高為新科金馬雙料影后陳淑芳獲「最佳女主角獎」。第四高則為演員蔡振南、徐若瑄頒發「最佳攝影獎」時，第五名則是侯孝賢獲「終身成就獎」。
- 星光大道：全體平均收視1.52，有效平均收視1.33，總收視人口1,155,000。最多人看的是日本名導是枝裕和紅毯受訪，收視2.57，第二、三名則由馬來西亞影后李心潔紅毯受訪與走紅毯包辦。
- 網路直播：前三名分別為陳淑芳獲「最佳女主角」、法蘭獲得「最佳原創電影音樂」與莫子儀奪下「最佳男主角」橋段。

## 外部連結
- 第57屆金馬獎名單 （页面存档备份，存于）